# Nazmiye Muslu Muratlı
 (septembre 2024).
Nazmiye Muslu Muratlı, née le 13 juin 1979, est une athlète turque en force athlétique. Elle détient actuellement le record du monde dans la catégorie des 40 kg, établi lors des Jeux paralympiques d'été de 2012, où elle a remporté la médaille d'or. Elle concourt pour le Konya Meram Belediyespor.

## Carrière sportive
À peine trois mois après avoir repris la force athlétique, Muratlı a été sélectionnée pour l'équipe nationale et a été envoyée au championnat d'Europe qui s'est tenu au Portugal sans que sa famille ni elle-même ne soient informées au préalable. Elle a remporté la médaille de bronze lors de ses débuts internationaux.
Muratlı a été championne nationale en 2005 et 2006. Elle a obtenu une médaille de bronze en 2005 et une médaille d'or en 2007 lors du championnat d'Europe.
Lors des Jeux paralympiques de Pékin en 2008, Muratlı a terminé quatrième. Aux Jeux paralympiques de Londres en 2012, elle a battu son propre record du monde avec une levée de 109,0 kg et a remporté la médaille d'or. En soulevant 104,0 kg dans la catégorie des 41 kg lors des , elle a établi un nouveau record du monde et remporté la médaille d'or. Elle est ainsi devenue la première athlète turque à gagner une médaille d'or lors de deux Jeux paralympiques.